# Úžasný Mauric a jeho vzdělaní hlodavci
Úžasný Mauric a jeho vzdělaní hlodavci (anglicky: The Amazing Maurice and his Educated Rodents) je fantasy kniha britského spisovatele Terryho Pratchetta, 28. v pořadí cyklu Úžasná Zeměplocha. Její děj se odehrává ve fantastickém světě Zeměplochy a objevují se v něm postavy známé z jiných knih série. V roce 2023 vyšla animovaná filmová adaptace románu The Amazing Maurice na stanici Sky Cinema s Hughem Lauriem, Emilií Clarkeovou a Davidem Tennantem.

## Děj
Kniha je poněkud neobvyklým zpracováním motivu krysaře. Krysy v něm poklidně žily na smetišti magické univerzity, dokud nesežraly magický odpad. Tím se v krátké době staly velmi inteligentními. Stejně dopadla i kočka, která jednu z nich ulovila… všechna tato zvířata začala mluvit lidskou řečí a složitě přemýšlet. Kočka, respektive kocour, už nebyl schopný krysy sníst, když mluvily. Vymyslel ale, jak je využít. Sehnal na ulici chudého sirotka Karlíka, který uměl hrát na flétnu, a vyrazili společně za výdělkem. Vždy, když se dostali k městu, krysy v něm způsobily pohromu – díky jejich inteligenci je nijak neohrožovaly jedy nebo pastičky na myši. Lidé byli zoufalí, a když bylo nejhůř, objevil se Karlík, který pískal na svoji flétnu, a krysy za ním poslušně odešly pryč z města, za což chlapec dostával tučné odměny. Nutno říci, že Karlíkovi ani krysám se tento postup příliš nezamlouval, a krysy chtěly najít ostrov, kde by mohly nerušeně vytvořit vlastní civilizaci. Jenže Mauric, jak se kocour jmenoval, je vždy dokázal přesvědčit, že vlastně nedělají nic špatného, protože brát peníze zločinným vládám je vlastně chvályhodná činnost, a že peníze potřebují, aby si najali lodě, které je na ostrov odvezou.
Časem se však tento trik vešel ve známost a oni museli utíkat. Odjeli do zapadlého města Bad Spritz, kde chtěl Mauric pokračovat – ale krysy mu řekly, že jejich práce není bezpečná, peněz mají už dost a tohle bude poslední podnik, po kterém se rozejdou. Mauric naoko souhlasil, protože ho zrovna nenapadlo, jak odporovat. A tak se vydali do města.
Na Bad Spritz bylo něco divného. Domy byly honosně zdobené, ale lidé chodili v ošuntělých šatech, jídlo bylo nezvykle drahé a na příděl… a společnost Krysolov nabízela slušné peníze za krysí ocasy. Jak se zdálo, krysy tu lidé nenáviděli. Zatímco Mauric s Karlíkem zjišťovali situaci ve městě, krysy se organizovaly v podzemních sklepích a stokách. Jedna věc jim dělala opravdu velké starosti – nenarazily na žádné domácí krysy. Ani na jedinou.
Maurice a Karlíka zatím potkala starostova dcera Zlomyslena, která poznala, že Mauric umí mluvit, a odvedla je k sobě domů. Tam jim řekla, že město je zcela vyčerpané bojem s krysami, které sežraly všechny potraviny, a jídlo se musí dovážet. Vtom se ale objevila jeden krysák, Sardinka, který chtěl Zlomyslenu postrašit, a Karlík s Mauricem mu museli pomoct, aby ho Zlomyslena nezabila. Dívka tak poznala jejich spojenectví a rychle prohlédla celý trik s krysí pohromou, o které slyšela z okolních měst. Sardinka to Zlomysleně potvrdil a řekl jí o svém znepokojení tím, že nenašli jedinou krysu. To Zlomyslenu zarazilo, protože městští krysaři každý den dostávali z radnice odměny za spoustu krysích ocasů. Na to jí Mauric řekl, že ony ocasy jsou padělky, že si je prohlížel a poznal v nich kožené tkaničky.
Ostatní krysy dole zatím mapovaly terén, zneškodňovaly pasti a zahrabávaly jedy – a těch bylo neobvykle hodně. Dvě z nich v nich nalezly smrt. Mezi krysami se začal šířit strach… a našli jednu živou domácí krysu.
Zlomyslenin otec, starosta, svolal městskou radu a přizval na ní i krysaře. Zlomyslena se zatím chtěla vloupat do jejich boudy a zjistit, co se vlastně děje. A taky to udělali.
Ďábelský guláš (jedna z "přeměněných" krys) si v rámci možností promluvil s nalezenou krysou. Byla chycená do pasti, odkud ji vytáhli, živá. Vyrozuměl jen několik slov: velký strach. Málo potravy. Mnoho krys na jednom místě. Po jisté debatě se přeměněné krysy rozhodly, že se nalezené ujmou. Pak se vydaly směrem, kde krysu našly.
Zlomyslena, Karlík a Mauric zatím prohledali boudu krysařů a našli tajný vchod do sklepa. Ten byl obrovský a plný pytlů obilí a věnců klobás. Zlomyslena ostatním řekla, že krysaři mají přístup kamkoli, takže je jasné, že potraviny ukradli a svedli to na krysy. Do sklepa za nimi přiběhl Sardinka, kterého poslal sám Šunkoflek, protože věci byly zlé.
Dole se šířil smrtelný strach. Některé přeměněné krysy prchaly jako šílené. Strachem zapomněly mluvit.
Mauric, Karlík a Zlomyslena se vydali dál do sklepa a našli obrovské klece až po strop plné krys. Živých krys, i když některé zemřely hlady a jiné je požíraly… vzduch byl přesycen jejich pachem. Byl plný smrtelného strachu. Mezi klecemi stály zbytky průzkumného oddílu přeměněných krys, které nezešílely strachem. Šunkoflek chtěl všechny krysy pustit, ale vtom se vrátili krysaři. Mauric varoval ostatní a bleskově skočil do trubky ve stěně. Ostatní krysy vběhly do jiné truhly, až na Šunkofleka, který ztuhl vztekem. Po krátké slovní přestřelce jeden z krysařů omráčil Zlomeslenu. Karlíkovi zlomili flétnu a oba je svázali. Na jednoho krysaře najednou odkudsi skočil Šunkoflek, který byl vzteky bez sebe, a rozdrápal mu obličej. Krysaři ho ale chytili a hodili do zvláštní klece ke dvěma krysám pro závody. Ve své nenávisti je bleskově zabil. Rozhodli se, že ho postaví večer do jámy.
Mauric se protáhl trubkou a proběhl do nižších částí sklepa. A tam se setkal s Krysami. Následuje citace. Když Mauric unikl, setkal se se zbytky přeměněných krys. Ty mu sdělily, že Šunkoflek bude zápasit v jámě a oni ho musí zachránit. Mauric se dozvěděl, že většina krys zešílela, když slyšela onen hlas bez těla. Krysy se rozdělily. Část se vydala zachránit Šunkofleka a část odešla s Mauricem vysvobodit Karlíka a Zlomyslenu. Záchranný tým pro náčelníka se sešel na půdě stáje nad místem, kde stál ring. Mezerami mezi trámi viděli, jak začíná zápas teriéra a spousty krys. Byl mezi nimi i Šunkoflek, který se jako jediný psovi postavil… ale vtom skočil dolů Sardinka na gumovém lanku, chytil Šunkofleka a vylétl s ním vzhůru. V ten moment na druhém konci lanka seskočil Černý přeliv, který držel lucernu, a tak dostal Sardinku se Šunkoflekem až nahoru na trámy. Sám upustil lucernu na psa a skočil na něj. Kousl ho do jistého citlivého místa, a když se teriér v bolestech snažil dostat ven, vyběhl po něm a utekl z jámy.
Zatím zbytek krys přeřezal zajatcům provazy. Karlík se rozhod, že musí krysám pomoci, a že si promluví s krysaři, až se vrátí. Když se vrátili, vykládali si mezi sebou o tom, že okamžitě odjíždí z města, že věci zašly příliš daleko. Uvařili si čaj a osladili si ho cukrem ze stolu. Respektive obsahem krabičky s nápisem Cukr, kam ale Karlík přemístil jed na krysy, jak jim teď Mauric z trámoví oznámil. Karlík jim řekl, že dostanou protijed, ale musí spolupracovat – jinak se do hodiny zevnitř rozpustí. Krysaři se ke všemu ochotně přiznali. A řekli také, že stvořili Krysího krále, což je zkouška při vstupu do cechu krysařů. Pak jim Karlík prozradil, že protijed je dole ve sklepě, a když se za ním vrhli, zavřel za nimi poklop na závoru. Nutno říci, že ve skutečnosti nešlo o jed, ale o projímadlo. A protijed byl stejný. Pak se Mauric vydal hledat Ďábelského guláše, který předtím utekl, když ho Zlomyslena urazila.
Šunkoflek zatím zemřel ve společnosti ostatních Přeměněných. Nový náčelník Černý přeliv rozhodl, že musí skončit odvěká válka mezi krysami a lidmi. Rozhodl, že musí najít Ďábelského guláše.
O to se snažil také Mauric. A teď se k němu přidal i Krysí král. Obklíčil Maurice svými krysami a donutil ho, aby šel k němu.
Zlomyslena mezitím vysvětlovala Karlíkovi, co je to Krysí král. Je to skupina krys svázaná za ocasy… nemůže tak lovit. Naučí se ale… ovládat mysl jiných. A právě to teď udělal král s nimi. Přinutil je, aby se sami rozhodli, že pustí krysy z klecí dole.
Černý přeliv sestavil údernou skupinu nejschopnějších krys a vydal se s nimi do podzemí.
Mauric se sešel s Koktejlovou směsí a Ďábelským gulášem v místnosti krále. Král se snažil přimět Ďábelského guláše, aby se s ním spojil, ale ten odmítl. Král se ho pokusil psychicky zranit, ale dosáhl jen toho, že se z Maurice stala obyčejná kočka. Král soustředil všechny své sily na Ďábelského guláše a ztratil kontrolu nad Karlíkem, Zlomyslenou a svými krysami. Ty začaly houfně utíkat. Napadly přitom Karlíka a Zlomyslenu, ale to už na ně zaútočil úderný oddíl pod vedením Černého přeliva, který většinu krys zlikvidoval.
Mauric se změnil v obyčejnou kočku a v obrovské zuřivosti začal útočit na všechno kolem. Jakýsi zbyteček jeho já ho přiměl, aby zaútočil na krysího krále. Zuby a drápy rozerval uzel ocasů, které ho pojily… král zemřel. Jeho velké krysy začaly v panické hrůze prchat a Mauric se stal opět inteligentním. Přeměněné krysy pak proběhaly podzemí města a pozabíjely velké krysy. Jenže tu ještě byla jedna záležitost.
Ráno přijel městem objednaný krysař-pištec. Elegantní, důstojný a arogantní. Nechal si přinést snídani a přivést starostu… a vtom se objevil Karlík, který ho označil za neschopného náfuku a řekl, že by zvládl vypískat víc krys než on, a to zadarmo. Vyzval krysaře ke vsázce: když vyhraje, dostane jeho píšťalku. Začal Karlík. Zahrál na trombón a z díry vyběhl Sardinka a zatančil, pak se zase schoval. Pak hrál krysař. V ten moment si všechny přeměněné krysy zacpaly uši vatou. Prohrál. Karlík dostal jeho píšťalku, ale pak krysaře vyzval, aby odvedli krysy společně. Souhlasil. Přeměněné krysy si vytáhly vatu z uší a otevřely klece. Krysy z nich je vděčně následovaly ven z města. Pištec radši zmizel. A Karlík pak domluvil schůzi městské rady a Klanu. Starosta po krátkém rozhovoru souhlasil. Mauric zde městu nabídl dohodu s krysami: krysy se stanou turistickou atrakcí, budou likvidovat hmyz v domech a pomáhat řemeslníkům s jemnými pracemi – a lidé je za to nechají na pokoji a nechají jim něco k snědku. Zlomyslena předala krysám pana Hopsálka.
Byla vytvořena rozsáhlá smlouva. Zabití krysy bylo prohlášeno za vraždu a byla zřízena krysí policie. Ulice byly doplněny o cedulky s jejich názvy v krysím obrázkovém písmu. Černý přeliv vedl soukromý rozhovor se starostou a oba poznali, jak jsou si podobní.
Mauric přenechal krysám všechny peníze, které společně vydělali fingovanými krysími pohromami. Z Bad Spritzu se stalo opravdu šťastné město, které vydělávalo prodejem suvenýrů s krysími motivy. Každý den Karlík hrál na flétnu a krysy podle něj tančily na náměstí.
Mauric město opustil a přes všechny nabízené výhody se vydal za dalším dobrodružstvím.